# Yémen aux Jeux olympiques d'été de 2012
Le Yémen participe aux Jeux olympiques d'été de 2012 à Londres. Il s'agit de sa 6e participation aux Jeux olympiques d'été.

## Athlétisme
Les athlètes yéménites qualifiés aux épreuves d'athlétisme sont au nombre de deux. Pour chaque épreuve, un pays peut engager trois athlètes à condition qu'ils aient réussi chacun les minima A de qualification, un seul athlète par nation est inscrit sur la liste de départ si seuls les minima B sont réussis. Les athlètes yéménites ont obtenu des invitations (wildcards) pour participer au compétitions d'athlétismes.
Hommes
| Athlète                 | Épreuve | Séries             | Séries        | Quarts de finale | Quarts de finale | Demi-finales | Demi-finales | Finale   | Finale |
| Athlète                 | Épreuve | Résultat           | Rang          | Résultat         | Rang             | Résultat     | Rang         | Résultat | Rang   |
| ----------------------- | ------- | ------------------ | ------------- | ---------------- | ---------------- | ------------ | ------------ | -------- | ------ |
| Nabil Mohammed Al-Garbi | 1 500 m | 3 min 55 s 46 (MS) | 41e (éliminé) | NC               | NC               | –            | –            | –        | –      |

Femmes
| Athlète                | Épreuve | Séries   | Séries         | Quarts de finale | Quarts de finale | Demi-finales | Demi-finales | Finale   | Finale |
| Athlète                | Épreuve | Résultat | Rang           | Résultat         | Rang             | Résultat     | Rang         | Résultat | Rang   |
| ---------------------- | ------- | -------- | -------------- | ---------------- | ---------------- | ------------ | ------------ | -------- | ------ |
| Fatima Sulaiman Dahman | 100 m   | 13 s 95  | 31e (éliminée) | NC               | NC               | –            | –            | –        | –      |

## Judo
| Athlète      | Compétition           | 1/32 de finale      | 1/16 de finale                         | 1/8 de finale       | Quarts de finale    | Demi-finales        | Repêchage 1         | Repêchage 2         | Finale              | Finale |
| Athlète      | Compétition           | Adversaire Résultat | Adversaire Résultat                    | Adversaire Résultat | Adversaire Résultat | Adversaire Résultat | Adversaire Résultat | Adversaire Résultat | Adversaire Résultat | Rang   |
| ------------ | --------------------- | ------------------- | -------------------------------------- | ------------------- | ------------------- | ------------------- | ------------------- | ------------------- | ------------------- | ------ |
| Ali Khousrof | Moins de 60 kg hommes | Exempt              | Yann Siccardi 101 - 012 (JG) (éliminé) | -                   | -                   | -                   | -                   | -                   | -                   | -      |

## Taekwondo
Un taekwondoin yémenite a reçu une invitation pour participer aux épreuves de Taekwondo.
Hommes
| Épreuves | Athlètes     | Résultat |
| -------- | ------------ | -------- |
| -58 kg   | Ali Khousrof |          |